# Józef Jasiński (1892–1944)
Józef Jasiński (ur. 30 marca 1892 w Wyszkowie, zm. 24 grudnia 1944 w Warszawie) – polski robotnik, kapral Wojska Polskiego, działacz niepodległościowy.

## Życiorys
Urodził się 30 marca 1892 w Wyszkowie, w rodzinie Jana Damazego i Marianny z domu Ciuchta. Przodkowie ze strony ojca trudnili się w XVIII i pierwszej połowie XIX w. owczarstwem. Protoplastą w linii prostej po mieczu jest Franciszek Jasiński (posługujący się również nazwiskiem Chruściel) ur. ok. 1768 we wsi Nowa Sucha w gminie Grębków. Rodzina ze strony matki (Ciuchta i Abramczyk) należała do potomków Kurpiów Białych i zamieszkiwała miejscowość Porządzie koło Wyszkowa.
Józef ukończył trzy oddziały szkoły powszechnej. W 1913 w obawie przed wcieleniem do armii rosyjskiej wyjechał do USA, gdzie zamieszkał w Filadelfii. Pracował tam m.in. jako zegarmistrz. Będąc na emigracji należał do Sokolstwa Polskiego w Ameryce.
W 1918 powrócił do Europy i wstąpił do Armii Polskiej we Francji. Został przydzielony do 7. kompanii 1 Pułku Strzelców Polskich. Ranny w czasie wypadu na niemieckie okopy pod Saint-Hilaire-le-Grand w Szampanii. Po zwolnieniu ze szpitala wyjechał w 1919 do Polski z 1 Instrukcyjnym Pułkiem Grenadierów – Woltyżerów. Walczył w szeregach 42 Pułku Piechoty im. Generała Jana Henryka Dąbrowskiego w wyprawie kijowskiej, wojnie z bolszewikami oraz w ramach Frontu Pomorskiego. W 1920 awansował na kaprala.
Po 1920 zamieszkał w Warszawie i podjął pracę w Zakładach Amunicyjnych „Pocisk”. W latach 30. XX w. mieszkał przy ul. Podskarbińskiej 4-2 m. 6.
Józef Jasiński poślubił w 1920 we Włocławku Stefanię, córkę Konstantego Kwiatkowskiego i Franciszki z Górczyńskich. Posiadali ośmioro dzieci: Jana, Zygmunta, Eleonorę, Jadwigę, Wandę, Zofię, Józefę oraz Annę.

## Ordery i oznaczenia
- Krzyż Niepodległości – 9 października 1933 „za pracę w dziele odzyskania niepodległości”[3][1][4]
- Krzyż Żołnierzy Polskich z Ameryki
- Odznaka pamiątkowa Frontu Pomorskiego
- Miecze Hallerowskie
- francuski Medal Pamiątkowy Wielkiej Wojny